# Сурменевское сельское поселение
Сурменевское се́льское поселе́ние — муниципальное образование в Верхнеуральском районе Челябинской области Российской Федерации. В рамках административно-территориального устройства муниципальное образование  соответствует административно-территориальной единице Сурменевский сельсовет.
Административный центр — посёлок Сурменевский.

## История
Статус и границы сельского поселения установлены Законом Челябинской области от 12 июля 2004 года № 247-ЗО «О статусе и границах Верхнеуральского муниципального района, городских и сельских поселений в его составе»

## Население
| 2002 | 2010 | 2011 | 2012 | 2013 | 2014 | 2015 |
| ---- | ---- | ---- | ---- | ---- | ---- | ---- |
| 1019 | ↘751 | ↘750 | ↘734 | ↘728 | ↘703 | ↘673 |
| 2016 | 2017 | 2018 | 2019 | 2020 | 2021 |      |
| ↘669 | ↗670 | ↘665 | ↘659 | ↘656 | ↘581 |      |

## Состав сельского поселения
| № | Населённый пункт | Тип населённого пункта          | Население |
| - | ---------------- | ------------------------------- | --------- |
| 1 | Новоурлядинский  | посёлок                         | ↘79       |
| 2 | Сурменевский     | посёлок, административный центр | ↘525      |
| 3 | Шеметовский      | посёлок                         | ↘147      |